# George Ferrier
George Ferrier (Auckland, 17 novembre 2000) è un attore neozelandese.

## Biografia
George Ferrier è nato il 17 novembre 2000 ad Auckland, Nuova Zelanda. Durante gli anni scolastici, è stato capitano della squadra di hockey Under 15 di Auckland e ha praticato anche rugby e tennis. Ha iniziato la sua carriera di attore nel 2011 con il cortometraggio One Year Later.
Nel 2016, Ferrier ha interpretato il ruolo di Leo nella serie televisiva neozelandese Dirty Laundry. Successivamente, nel 2019, è apparso come "Trendy Guy" in un episodio di Power Rangers Beast Morphers. Nel 2021, ha recitato nel film Juniper - Un bicchiere di gin nel ruolo di Sam, accanto a Charlotte Rampling. Nello stesso anno, ha interpretato TJ Forrester nella serie televisiva One of Us Is Lying. Nel 2024, è apparso nella terza stagione della serie Sweet Tooth nel ruolo di Jordan. È stato annunciato che interpreterà Brad nella serie The Hunting Wives.

## Filmografia

### Cinema
- Juniper - Un bicchiere di gin, regia di Matthew J. Saville (2021)

### Televisione
- Dirty Laundry – serie TV (2016)
- Power Rangers Beast Morphers – serie TV (2019)
- Uno di noi sta mentendo (One of Us Is Lying) – serie TV (2021)
- Sweet Tooth – serie TV (2024)
- The Hunting Wives – serie TV (2025)